# Perry Mason brinda al delitto
Perry Mason brinda al delitto (The Case of the Daring Decoy) è un romanzo giallo del 1957 scritto da Erle Stanley Gardner e appartenente alla serie con protagonista il celebre avvocato Perry Mason.

## Trama
Jerry Conway è il presidente della Società per lo Sviluppo e lo Sfruttamento della California e del Texas, ma da qualche tempo un dirigente di una società rivale, Gifford Farrell, sta ottenendo le procure degli azionisti per sottrargli la presidenza, promettendo loro guadagni facili e immediati. Quando una misteriosa "Rosalind" lo contatta più volte per telefono promettendogli informazioni per riconquistare la fiducia degli azionisti, Conway, pur sentendo delle stranezze nella faccenda, acconsente ad incontrarla seguendo le indicazioni che lei gli darà. Solo che alla fine del giro si ritrova in una stanza dell'albergo Redfern con una donna che non è Rosalind, e che per di più lo minaccia con una pistola carica! Jerry riesce a disarmarla e se la dà a gambe portandosi dietro l'arma: quando si rende conto che è stata già usata di recente, decide di contattare Perry Mason. E fa bene, perché quando l'avvocato torna in quella stanza accompagnato dall'investigatore Paul Drake, vi trova il cadavere di una ragazza uccisa proprio con quella pistola! 
Tutto lascerebbe pensare ad una trappola contro Jerry Conway, e che la morta sia proprio la misteriosa Rosalind...ma sarà veramente così? O dietro c'è qualcosa di più grosso? A Perry Mason il compito di scoprirlo.

## Personaggi principali
- Perry Mason, celebre avvocato
- Della Street, sua segretaria
- Paul Drake, investigatore privato e collaboratore di Mason
- Jerry Conway, presidente della Società per lo Sviluppo e lo Sfruttamento della California e del Texas
- Gifford Farrell, dirigente di una società rivale
- Eva Kane, segreteria di Conway
- Evangeline Farrell, moglie di Gifford
- Rose M. Calvert, amante di Gifford Farrell
- Norton B. Calvert, marito di Rose
- Myrtle Lamar, ascensorista dell'hotel Redfern
- Tenente Tragg e Sergente Holcomb, della Squadra Omicidi
- Hamilton Burger, procuratore distrettuale

## Edizioni italiane
- Perry Mason brinda al delitto, traduzione di Giuseppe Gogioso, I classici del Giallo Mondadori n. 444, Arnoldo Mondadori Editore, gennaio 1984, pp. 180.